# 레오노레 서곡 3번
레오노레 서곡 3번, 작품번호, 72b는 루트비히 판 베토벤에 의해 쓰여진 작품으로, 오페라 "피델리오"의 제2판, "레오노레" (1806년)를 위해 작곡한 서곡 중 하나이다.

## 개요
오페라 "피델리오"의 제1판, "레오노레" (1805년)의 개정판 (소위 제2판) 상영을 위해, 그 서곡으로 레오노레 서곡 2번을 개작하는 형태로 1806년에 작곡되었다. 초연은 오페라 공연과 함께 같은 해 3월 29일, 안 데르 빈 극장에서 이그나츠 폰 사이프리드의 지휘에 의해 이루어졌다.
"피델리오를 위한 서곡"은 이 작품 전에 한 곡이 있고, 이 작품 후에 두 곡이 있다. 이 작품 전의 한 곡은 "레오노레 서곡 2번"이고, 이 작품 후의 두 곡은 1807년에 작곡되고 베토벤의 사후에 초연된 "레오노레 서곡 1번"과 1814년에 작곡되고 "피델리오"의 최종의 판과 함께 같은 해 초연된 "피델리오 서곡"이다. 단독의 곡으로 공연되는 기회는 이 "레오노레 서곡 3번"이 가장 많다. 구스타프 말러에 의해 시작되었다는 관습으로, "피델리오"의 상연시 제2막 제2장 앞에 이 서곡이 삽입되는 경우가 있다.

## 악기 편성
- 목관악기 : 두 개의 플루트, 두 개의 오보에, 두 개의 클라리넷, 두 개의 바순
- 금관악기 : 네 개의 호른, 두 개의 트럼펫, 세 개의 트럼본, 무대 뒤 한 개의 트럼펫
- 기타 : 팀파니, 현악 합주단

## 악곡 구성
아다지오 - 알레그로, 다장조, 서주를 갖는 소나타 형식, 연주시간은 13분 내외이다.
3/4 박자의 서주는 G 음의 강도로 연주를 시작, 여러 장단을 방황한다. 도중 목관에서 내림가장조의 선율이 나타나는데, 이는 오페라 제2막 시작 부분의 플로레스탄의 아리아 "인생의 봄날에"("Indes Lebens Frühling stagen")의 한 대목이다.
주부는 알레그로, 2/2 박자, 현이 담김음을 이용한 첫 번째 주제를 연주하면서 시작된다. 호른이 이끄는 두 번째 주제는 마장조에서 시작하며, 이 역시 음조는 안정되지 않는다. 전개부는 극적인 전개를 보여주고, 도중에 나타나는 트럼펫의 팡파르가 인상적이다. 재현부는 연주의 어려움으로 유명한 플루트의 솔로로 첫 주제가 재현되면서 시작된다. 제시부대로 재현된 후 두 번째 주제의 동기를 이용하면서 잠잠해지지만 현악의 패시지가 프레스토의 코다를 인도하면서 열광적으로 맺어진다. 

## 같이 보기
- 피델리오를 위한 서곡